# Trox montanus
Trox montanus es una especie de escarabajo del género Trox, familia Trogidae. Fue descrita científicamente por Kolbe en 1891.
Se distribuye por la región afrotropical. Habita en Uganda, Kenia y Tanzania.